# 埃里克·斯沃韦尔
艾瑞克·迈克尔·史瓦維爾（Eric Michael Swalwell；1980年11月16日—）是美國民主黨的一位政治人物，現為代表加利福尼亞州第十五國會選區的眾議员。他在2012年第一次當選。
2020年末，史瓦維爾從聯邦調查局得知為他籌款的中國留學生方芳可能是中國間諜後，與方芳斷絕了關係。